# داوی
داوی (به لاتین: Dawei) یک شهر در میانمار است که در ناحیه تانینتاریی واقع شده‌است.
جمعیت این شهر در سال ۲۰۰۴ میلادی ۱۳۹٬۹۰۰ نفر بوده است.